# Дробышевский, Сергей Александрович
Серге́й Алекса́ндрович Дробыше́вский (10 февраля 1954, Баку, Азербайджанская ССР, СССР) — советский и российский правовед. Доктор юридических наук, профессор, специалист по политической и правовой антропологии (см.  антропология права), автор трудов по фундаментальным правовым наукам — теории и истории государства и права, истории учений о праве и государстве. Научная деятельность направлена на развитие современной позитивистской (см. Правовой позитивизм) теории происхождения государства и права. Член редакционной коллегии «Журнал Сибирского федерального университета. Гуманитарные науки».

## Образование
В 1971 году с золотой медалью окончил Красноярскую среднюю школу № 5. Поступил на юридический факультет в Красноярский государственный университет. Обучаясь в КГУ, был Ленинским стипендиатом и окончил факультет в 1976 году с отличием.

## Научная деятельность
В сентябре 1976 года принят на работу в качестве стажёра исследователя кафедры теории и истории государства и права в Ленинградский государственный университет. С 1 ноября 1977 года обучался в очной аспирантуре ЛГУ по специальности «Теория и история государства и права»; «История политических и правовых учений» и 9 октября 1980 года защитил кандидатскую диссертацию на тему «Функциональная и генетическая связь государства и права». 24 октября 1994 года защитил в ЛГУ диссертацию на соискание учёной степени доктора юридических наук по специальности «Теория и история государства и права, история политических и правовых учений». Тема докторской диссертации: «Политическая организация общества и право как явления социальной эволюции».
В 1996 году С. А. Дробышевскому было присвоено учёное звание профессора. С декабря 1980 года работал ассистентом, старшим преподавателем и заведующим кафедрой Красноярского государственного университета. В настоящее время — заведующий кафедрой истории государства и права Юридического института Сибирского федерального университета.
Состоит в Российской секции Международной ассоциации философии права и социальной философии, а также Международной ассоциации историков права.
Сфера научных интересов — теория и история государства и права, история политических и правовых учений, политическая и правовая антропология.
С. А. Дробышевский внес вклад в российскую политическую и правовую антропологию. В его научных трудах обосновываются генетическая и функциональная связь права и государства, а также теория возникновения политической организации общества и права вместе с человечеством. Сторонники данной теории придерживаются сформулированного в работах постулата о политическом характере социальной организации, принципа единства коренных и долговременных интересов членов политически организованного общества как основы существования государства, а также утверждения об основополагающей роли разделения и кооперации труда для самосохранения и прогресса политически организованного общества.
Является участником Энциклопедии «Учёные России», награждён Почётной грамотой Министерства образования и науки Российской Федерации (2005). Является членом редакционной коллегии «Журнала Сибирского федерального университета. Серия: Гуманитарные науки».
Под его руководством подготовлены и успешно защищены пять кандидатских диссертаций.

## Наиболее значимые публикации

### Монографии
- «Функциональная и генетическая связь государства и права» (1982)
- «Введение в исследование происхождения государства и права» (1989)
- «Политическая организация общества и право: историческое место и начало эволюции» (1991)
- «Политическая организация общества и право как явления социальной эволюции» (1995)
- «Идея человеческого достоинства в политико-юридических доктринах и праве» (2009, в соавторстве с Т. В. Протопоповой)
- «Формальные источники права» (2011, в соавторстве с Т. Н. Данцевой)
- «Из классических учений о политике и праве XX века: актуальные идеи Г. Еллинека и Д. Истона» (2014)
- «Правовое регулирование в первобытном обществе: теоретическая возможность и ее практическая реализация» (2020)

### Учебные пособия
- «Классические теоретические представления о государстве, праве и политике» (1999)
- «Научная мысль в поисках наилучшей политико-правовой системы» (2000)
- «Из классической юриспруденции второй половины XX века» (2005)
- «История политических и правовых учений. Основные классические идеи» (2007)

Научные труды профессора С. А. Дробышевского представлены в Библиотеке РАН.